# Jacqueline Madogo
Jacqueline Madogo (* 14. April 2000 in Kinshasa, Demokratische Republik Kongo) ist eine kanadische Leichtathletin, die sich auf den Sprint spezialisiert hat.

## Sportliche Laufbahn
Erste internationale Erfahrungen sammelte Jacqueline Madogo im Jahr 2022, als sie bei den Weltmeisterschaften in Eugene mit der kanadischen 4-mal-100-Meter-Staffel mit 43,09 s im Vorlauf ausschied. 2024 nahm sie an den Olympischen Sommerspielen in Paris teil und schied dort mit 11,27 s im Vorlauf über 100 Meter aus und schied im 200-Meter-Lauf mit 22,81 s im Halbfinale aus. Zudem gelangte sie im Staffelbewerb mit 42,69 s im Finale auf Rang sechs.

## Persönliche Bestzeiten
- 100 Meter: 11,14 s (+0,7 m/s), 13. Juni 2024 in Edmonton
  - 60 Meter (Halle): 7,25 s, 25. Februar 2023 in Windsor
- 200 Meter: 22,58 s (+0,6 m/s), 5. August 2024 in Paris